# Vindula obiensis
Vindula obiensis är en fjärilsart som beskrevs av Rothschild 1899. Vindula obiensis ingår i släktet Vindula och familjen praktfjärilar. Inga underarter finns listade i Catalogue of Life.